# Vierzig

Multiplikationstabelle des unitären Rings graphisch dargestellt. Nähere Erläuterung bei Klick auf das Bild in dessen Beschreibung.

Vierzig (40) ist die natürliche Zahl zwischen Neununddreißig und Einundvierzig. Sie ist gerade.
Die Buchstabendarstellung der Zahl 40 ist altgriechisch μ (my) und hebräisch מ (mem).

## Sprachliches
Vom französischen Wort quarante (vierzig) stammt der Ausdruck Quarantäne. Im 14. Jahrhundert wurden erstmals vierzigtägige Isolationsperioden zur Vermeidung von Pestepidemien verhängt.

## Mythologie und Religion
Vierzig ist die Symbolzahl der Prüfung, Bewährung, Initiation bzw. für den Tod. Als die verzehnfachte Vier repräsentierte sie Vollkommenheit. Der Ursprung des Vierzig-Tage-Rhythmus lässt sich in Babylonien suchen, wo eine Verbindung des vierzigtägigen Verschwindens des Sternbildes der Plejaden hinter der Sonne mit Regen, Unwetter und Gefahren beobachtet wurde. Bei der Wiederkehr der Plejaden wurde als Zeichen der Freude ein Bündel aus vierzig Schilfrohren verbrannt.
Wenn das Gestirn der Pleiaden, der Atlastöchter, emporsteigt,
Dann beginne die Ernte, doch pflüge, wenn sie hinabgehen;
Sie sind vierzig Nächte und vierzig Tage beisammen
Eingehüllt, doch wenn sie wieder im kreisenden Jahre
Leuchtend erscheinen, erst dann beginne die Sichel zu wetzen. (Hesiod, Werke und Tage)
Viele Tempel der Antike hatten vierzig Säulen, so z. B. in Persien, Baalbek, bei Ezechiel oder den Kelten. Die ausführlichsten Untersuchungen zur Bedeutung der Vierzig in der Kultur- und Religionsgeschichte stammen von Wilhelm Heinrich Roscher.

### Mesopotamien
Ea (Enki), die Gottheit des Lebens, des Wassers und der Flut trug die Symbolzahl vierzig.

### Ägypten
In Ägypten plante man nach diesem astrologischen Vierzigerschema das Erntekalendarium, ebenso wie im antiken Griechenland (Hesiod). In Ägypten deutete man diese Zeit als vierzig Tage des Todes und Fernbleibens von Osiris, für die Fasten vorgeschrieben war.

### Altes Testament
Vierzig Tage ist im Alten Testament die Zeit des Regens der Sintflut (Gen 7,4 , Gen 7,17 ) des Aufenthaltes des Mose auf dem Sinai (Ex 24,18 ), die Zeit, in der Ezechiel die Schuld Judas auf sich nimmt (Ez 4,6 ), die Dauer der Wanderung des Elija zum Berg Horeb (1 Kön 19,8 ), sowie der Prüfung für Ninive unter Jona (Jona 3,4 ).
Vierzig Jahre wanderten die Hebräer durch die Wüste (Num 14,33 ), war Gott bei ihnen (Dtn 2,7 ) und nährte sie mit Manna (Ex 16,35 ). Vierzig Jahre lebten sie unter der Herrschaft der Philister (Ri 13,1 ), währte jeweils die Herrschaft der Könige David (2 Sam 5,4 ) und Salomo (1 Kön 11,42 ).
Weiterhin enthält das  2. Buch Mose vierzig Kapitel.
Nach Levitikus gilt eine Frau bei Geburt eines Knaben 40 Tage (7 Tage und 33 Tage „Reinigungsblutung“) und nach der Geburt eines Mädchens 80 Tage (14 Tage und 66 Tage „Reinigungsblutung“) als unrein (Lev 12,1–8 ). Danach hat sie sich rituell zu reinigen und zu Zeiten des zweiten Tempels dem Priester als Reinigungsopfer ein Schaf und eine Taube zu übergeben.

### Neues Testament
Im Neuen Testament lehrte der auferstandene Christus vierzig Tage lang seine Jünger über das Reich Gottes (Apg 1,3 ) und wurde dann in den Himmel auf den Platz „zur Rechten Gottes“ erhoben (Christi Himmelfahrt). Im Christentum währt daher die Freudenzeit von Ostern bis Himmelfahrt vierzig Tage. Das vierzigtägige Fasten Jesu in der Wüste (Lk 4,2 , Mt 4,2 ) wiederum hat Bedeutung für die Spanne der Fastenzeit vor Ostern bzw. Weihnachten (Advent).

### Katholische Kirche
Am vierzigsten Tag der Geburt Christi gingen Josef und Maria mit ihrem Kind, wie vorgeschrieben (Lev 12,1–8 ), zum Tempel, wo es von Simeon und Hanna als Erlöser erkannt wurde. Daraus leitet sich das Fest Mariä Lichtmess bzw. Darstellung des Herrn am 2. Februar ab, welches vor allem früher als Ende der Weihnachtszeit galt.
In der katholischen Tradition fasten die Christen 40 Tage hindurch. Die Fastenzeit beginnt mit dem Aschermittwoch und endet an Ostern. Da die Fastensonntage vom Fasten ausgenommen sind kommt man auf 40 Tage. Die Dauer von „vierzig Tagen“ ist  symbolisch zu verstehen und ahmt das vierzigtägige Fasten Jesu nach. Ab dem 5. Jahrhundert wurden die Sonntage (als „kleine“ Auferstehungstage) vom Fasten ausgenommen. Um auf eine vierzigtägige Fastenzeit zu kommen, wurde daher der Beginn des Fastens (caput ieiunii) auf den Aschermittwoch vorgezogen und auch die beiden Tage des Trauerfastens (Karfreitag und Karsamstag) noch mitgerechnet.
Nach einer anderen Zählweise, welche die Sonntage einschließt, beginnt die Fastenzeit am Aschermittwoch und geht bis Palmsonntag. Mit dem Palmsonntag beginnt die Heilige Woche, die dann als gesonderter Abschnitt gerechnet wird. Auch die adventliche Fastenzeit umfasste ursprünglich 40 Tage und begann nach dem 11. November, dem Martinstag.

### Martyrologie
In der katholischen Kirche werden Gruppen von Menschen als Märtyrer verehrt, die zusammen bei Verfolgungen, Kirchenspaltungen oder Religionskriegen ihres Glaubens wegen hingerichtet oder ermordet wurden, wie
- die Vierzig Märtyrer von Sebaste,[3]
- die Vierzig Märtyrer von England und Wales,
- die Vierzig Märtyrer von Brasilien.

### Islam
Auch im Islam spielt die Vierzig eine wichtige Rolle. In Sure 46:15  wird das Alter von vierzig Jahren als das Alter beschrieben, in dem der Mensch seine Vollkraft (ašuddahū) erlangt und dankbar und reuevoll zu Gott umkehrt. Hieraus erklärt sich auch die Tradition, dass Mohammed im Alter von vierzig Jahren zum Propheten berufen wurde.
Außerdem gibt es im sunnitischen Islam die Tradition, vierzig Hadithe in Büchern zusammenzustellen. Sie stützt sich auf das in zahlreichen Varianten überlieferte Prophetenwort: „Wer meiner Gemeinde vierzig Hadithe über die Religion bewahrt, den wird Gott am Tage der Auferstehung im Kreise  der Gelehrten und Wissenden auferwecken.“ Die bekannteste Sammlung dieser Art ist die Arbaʿūn-Sammlung von an-Nawawī (gest. 1277), die allerdings in Wirklichkeit 42 Hadithe enthält.

#### Vierzigtägige Fristen
An zwei Stellen des Korans (Sure 2:51, 7:142) werden die vierzig Nächte, die Mose auf dem Berg Sinai zugebracht haben soll, als eine „Verabredung“ (mīqāt) mit Gott beschrieben. Hierauf stützt sich das sufische Konzept der vierzigtägigen Einkehr (arbaʿīnīya), das zum ersten Mal in dem sufischen Handbuch ʿAwārif al-maʿārif von Schihāb ad-Dīn Abū Hafs ʿUmar as-Suhrawardī (1145–1234) ausgearbeitet worden ist. Da Moses Vigilien den ganzen Monat Dhū l-Qaʿda und die ersten zehn Tage des Dhū l-Hiddscha eingenommen haben sollen, sah man es als wünschenswert an, die vierzigtägige Einkehr genau während dieses Zeitraums abzuhalten und sie am Tag des Opferfestes zu beenden. Auf Persisch wird die vierzigtägige Einkehr Tschilla (čilla) genannt, auf Türkisch çile. Sufi-Orden, die dieser vierzigtägigen Einkehr besondere Bedeutung beigemessen haben bzw. bis heute beimessen, sind die Qādirīya, die Kubrawīya und die Chalwatīya.
Der Vierzig-Tage-Zyklus spielt auch eine wichtige Rolle in den islamischen Vorstellungen von der Embryogenese. Ein Hadith, der von ʿAbd Allāh ibn Masʿūd überliefert wird und von an-Nawawī als vierter Hadith in seine Sammlung aufgenommen wurde, besagt:

„Die Schöpfung eines jeden von euch wird im Bauch seiner Mutter für vierzig Tage als Tropfen gesammelt. Dann wird er zu einem Blutklumpen ebenso lange und danach zu einer gestalthaften Masse für ebenso lange. Dann wird zu ihm der Engel entsandt, der ihm die Seele einhaucht.“

Allgemein wird dieser Hadith so gedeutet, dass die drei Phasen der pränatalen Entwicklung („Tropfen, Blutklumpen, gestalthafte Masse“) jeweils in 40 Tagen ablaufen und danach, am 120. Tag der Schwangerschaft, die Beseelung des Menschen stattfindet. Allerdings gibt es heute auch eine Minderheit von muslimischen Gelehrten, die den Hadith anders deutet und die Beseelung des Embryos schon nach dem 40. Tag annimmt.
Im zwölfer-schiitischen Islam hat das al-Arbaʿīn genannte Gedenkfest eine sehr große Bedeutung, das vierzig Tage nach Aschura, dem Fest zum Märtyrertod des Enkels des Propheten Mohammed, Husains gefeiert wird und Anlass für eine spezielle Wallfahrt nach Kerbela ist. In Ägypten unterwerfen sich Trauernde nach dem Tod einer Person 40 Tage lang bestimmten sozialen Einschränkungen. Sie nehmen nicht an Hochzeiten und anderen fröhlichen Festivitäten teil, Frauen tragen schwarze Kleidung. Am 40. Tag nach dem Tod werden am Grab des Verstorbenen bestimmte Trauerzeremonien vollzogen, wenn dieser ein Donnerstag oder Freitag ist. Fällt der 40. Tag dagegen auf einen anderen Wochentag, werden die Zeremonien auf den nächsten Donnerstag oder Freitag verschoben. Der Tag, an dem die Zeremonien stattfinden, wird ebenfalls al-Arbaʿīn genannt. Ähnliche Trauerbräuche, die nicht mit islamisch-religiösen Texten begründet werden, finden in der Türkei, bei den Muslimen in Bosnien-Herzegowina und bei den Malaien statt.

#### Die vierzig verborgenen Heiligen
Außerdem gibt es im islamischen Volksglauben die Vorstellung von vierzig verborgenen Heiligen, die in der Welt umherwandern, aber sich regelmäßig an bestimmten Orten einstellen sollen, um dort zu beten. Sie werden auf Arabisch als al-Arbaʿūn bezeichnet, auf Persisch Čihil Tan und auf Türkisch Kırklar. Ein Ort, der besonders dafür bekannt ist, dass sich die vierzig Heiligen bei ihm einfinden sollen, ist der Maqām al-Arbaʿīn („Standplatz der Vierzig“) am Dschabal Qāsiyūn bei Damaskus. Nach der lokalen Legende sollen hier die vierzig Heiligen regelmäßig zusammen mit al-Chidr beten. Die Vorstellung von den verborgenen vierzig Heiligen ist auch die Grundlage des Kırklar Cemi genannten Gottesdienstes bei den Aleviten.
Ignaz Goldziher meinte, dass es sich bei den vierzig Heiligen um eine muslimische „Umbildung“ oder „Nachwirkung“ der Vierzig Märtyrer von Sebaste handeln könne, deren Verehrung im Vorderen Orient sehr verbreitet ist und denen in den orientalischen Kirchen viele Klöster und Kirchen gewidmet sind.

## Recht
Das Mindestalter für den Bundespräsidenten Deutschlands ist im Grundgesetz auf vierzig Jahre festgelegt. Es ist damit rechtlich gesehen ein Alter, das eine gewisse Reife erwarten lässt.

## Natur und Naturwissenschaft
Die Schwangerschaft dauert beim Menschen vierzig Wochen. 40 ist außerdem in der Chemie die Ordnungszahl von Zirconium.

## Kultur, Literatur, Musik und Geistesleben
- Ali Baba und die vierzig Räuber ist ein bekanntes Märchen aus der Geschichtensammlung Tausendundeine Nacht.
- Die vierzig Tage des Musa Dagh ist ein historischer Roman des österreichisch-jüdischen Schriftstellers Franz Werfel, der den Völkermord an den Armeniern literarisch verarbeitet.
- Room 40, Nachrichtendienstliche Organisation im Ersten Weltkrieg

## Film
Im Titel deutscher und besonders deutsch synchronisierter Filme ist „vierzig“/„40“ eine beliebte Zahl:
- Vierzig Draufgänger (Follow Me, Boys!), USA 1966
- Vierzig Gewehre (Forty Guns), USA 1957
- Bush Christmas – 40 Grad im Schatten (Bush Christmas), Australien 1982
- Vierzig Jahre nach Granada (A un dios desconocido), Spanien 1977
- 40 Millionen Dollar/Schatz in der Tiefe (Jamaican gold/The treasure seekers), USA 1971
- 40 Millionen suchen einen Mann (Love Is a Ball), USA 1962
- Vierzig Nächte voll Tücke und Sex (La Cigarra no es un bicho), Argentinien 1963
- 40 qm Deutschland, BR Deutschland 1985
- Vierzig Wagen westwärts (The Halleluja Trail), USA 1964